# Externato FC
Externato FC was een Braziliaanse voetbalclub uit de stad Florianópolis in de staat Santa Catarina.

## Geschiedenis
De club werd opgericht in 1910. In 1924 waren ze een van de medeoprichters van het Campeonato Catarinense, het staatskampioenschap, dat ze in 1925 ongeslagen zouden winnen. Na 1927 speelde de club enkel nog vriendschappelijke wedstrijden. In 1944 werd de club ontbonden.

## Erelijst
Campeonato Catarinense
1925